# Châteauneuf-Grasse
Châteauneuf-Grasse (also known as Châteauneuf de Grasse hay simply Châteauneuf) là một xã ở tỉnh Alpes-Maritimes, vùng Provence-Alpes-Côte d’Azur ở đông nam nước Pháp.